# Spital Netz Bern
Die Spital Netz Bern AG war eine Unternehmung des Schweizer Kantons Bern, die die medizinische Grundversorgung und die Notfallversorgung im Kanton sicherstellte. Sie betrieb die fünf öffentlichen Spitäler in Aarberg, in Münsingen, in Riggisberg, das Spital Tiefenau (mit dem Zieglerspital gemeinsam bis zu dessen Auflösung 2015 als Spital Bern), das Spital und Altersheim in Belp und ausserdem das Pflegezentrum Elfenau.
Die Spital Netz Bern AG verfügte über 600 Betten und nahezu 2800 Mitarbeitende.

## Geschichte
Ab dem 1. Januar 2007 galt im Kanton Bern eine neue Spitalgesetzgebung. Danach waren alle Bezirks- und Regionalspitäler regionalen Spitalgruppen zugeordnet wurden und die Spitalverbände als bisherige Träger der Spitäler wurden aufgelöst.
Entstanden sind sieben Regionale Spitalzentren RSZ, die in ihren Regionen für die medizinische Grundversorgung und die Notfallversorgung zuständig waren und über Leistungsaufträge verfügten. Rechtlich gehörten die Spitalzentren dem Kanton Bern, sie waren  aber als Aktiengesellschaft strukturiert und wurden als eigenständige Unternehmen geführt. Die Kantonsbeträge, mit denen in der Vergangenheit Spitaldefizite ausgeglichen wurden, fallen weg; die Leistungen der RSZ werden neu im Rahmen vorgegebener Werte abgegolten.
Per Anfang 2016 fusionierte Spital Netz Bern mit dem Berner Inselspital zur neuen Insel Gruppe AG.